# Beatrix Mannel
Beatrix Mannel (* 1961 in Darmstadt) ist eine deutsche Autorin.

## Leben
Beatrix Mannel wurde 1961 in Darmstadt geboren. Sie studierte Theater- und Literaturwissenschaften, Komparatistik und Italoromanistik in Erlangen, München und Perugia. Im Anschluss daran war sie als Redakteurin bei verschiedenen Fernsehproduktionsfirmen, darunter dem Bayerischen Rundfunk, tätig. Sie schrieb Drehbücher für den Tigerentenclub, Kurzromane für die Bravo und Texte für zahlreiche Comedysendungen. Auch ihr erstes Buch Voll ins Schwarze entstand zunächst für einen Wettbewerb und wurde erst später publiziert.
Viele Erfahrungen aus dieser Zeit hat sie in ihren Jugendbüchern verarbeitet. So spiegeln beispielsweise die Titel der Krankenhausreihe Help die bunte Glitzerwelt der Daily Soaps, die Mannel als erfahrene Fernsehautorin hautnah erlebte.
Beatrix Mannel ist seit 1999 freie Autorin und lebt in München.
2007 veröffentlichte sie unter dem Pseudonym Tamara Kelly den Thriller Zärtlich küsst der Tod. Weitere von ihr verwendete Pseudonyme sind Beatrix Gurian und Charlotte Printz.

## Werke

### Kinderbücher
- Lesepiraten: Eisbärengeschichten
- Lesepiraten: Feuerwehrgeschichten
- Leselöwen: Reitschulgeschichten
- Leselöwen: Herzklopfengeschichten
- Lesekönig: Die Spur führt ins Schlangenhaus
- Ich bin aber noch gar nicht müde
- Die schönsten Kindergedichte für Familienfeiern
- Wer schläft, wer wacht in der Nacht? Warum Giraffen eingeklappt schlafen und Kraken nicht schnarchen. Rowohlt, Hamburg 2022, ISBN 978-3-499-00905-1

### Jugendbücher
- Jule, filmreif
- Jule, kussecht
- Jule, schwindelfrei
- Jule, zartbitter
- Filmreif knutschen (Jule Doppelband)
- Zartbitter verliebt (Jule Doppelband)
- Help! Willkommen bei den Chaos-Schwestern!
- Help! Rettender Engel hilflos verliebt
- Help! Ein Oberarzt macht Zicken
- Help! Flunkern, Flirt und Liebesfieber
- Help! Prinzen, Popstars und Wohnheimpartys
- Zauberherz
- Mittsommertraum
- Korallenkuss
- Die Tochter des Henkers (Verlag: Fischer Schatzinsel); Auflage: 1 (15. Oktober 2007) - historischer Roman
- Traumtänzer gesucht
- Höllenflirt (als Beatrix Gurian)
- Prinzentod (als Beatrix Gurian)
- Liebesfluch (als Beatrix Gurian)
- Lügenherz (als Beatrix Gurian)
- Nixenrache (als Beatrix Gurian)
- Totentänze (Beatrix Gurian, Krystina Kuhn, Susanne Mischke und Manuela Martini)
- Stigmata – Nichts bleibt verborgen
- Glimmernächte

### Bücher für Erwachsene
- Der Brautmörder (2000)
- Voll ins Schwarze (2000)
- Die schönsten Gedichte und Zitate für festliche Anlässe (2000)
- Schön, schlank und tot (2002)
- Leise rieselt der Schnee ... (2003) – Geschichten
- Zärtlich küsst der Tod (als Tamara Kelly) – Knaur, München (2007) – Thriller
- Die Hexengabe – Diana Verlag (2010) – historischer Roman
- Der Duft der Wüstenrose – Diana Verlag (2012) – historischer Roman
- Die Insel des Mondes – Diana Verlag (2013) – historischer Roman
- Der Klang der blauen Muschel – Diana Verlag (2014) – historischer Roman
- Die rätselhafte Klientin. Die Detektivinnen von Nachtigall & Co. Roman (als Charlotte Printz), dtv, München 2023, ISBN 978-3-423-21866-5.
- Im Netz der Lügen. Die Detektivinnen von Nachtigall & Co. Roman (als Charlotte Printz), dtv, München 2024, ISBN 978-3-423-22063-7.